# Williams FW26
Der Williams FW26 war der Formel-1-Rennwagen von Williams für die Formel-1-Weltmeisterschaft 2004. Er folgte dem in der vorhergehenden Saison eingesetzten Williams FW25.
Der V10-Motor kam wie in den Vorjahren von BMW. Die Reifen stellte weiterhin der französische Reifenhersteller Michelin.

## Design
Der FW26 fiel durch ein ungewöhnliches Frontdesign auf. Seitlich der Fahrzeugnase verlaufen zwei Haltekonstruktionen. Die erhoffte verbesserte Umströmung konnte nicht erreicht werden, weswegen im Laufe des Jahres die Fahrzeugnase durch eine konventionellere Lösung ersetzt wurde.

## Fahrer
Die Fahrerpaarung aus dem Vorjahr, bestehend aus Juan Pablo Montoya und Ralf Schumacher wurde nicht verändert. Vor der Saison 2004 gab Montoya seinen Wechsel zu McLaren-Mercedes für 2005 bekannt. Auch Ralf Schumachers Vertrag lief am Ende des Jahres aus, so dass es während der kompletten Saison immer wieder Spekulationen über die neue Fahrerbesetzung gab.
Während des Großen Preis der USA in Indianapolis ereignete sich in der 10. Runde ein schwerer Unfall von Ralf Schumacher, der auf der Start-Ziel-Geraden mit etwa 300 km/h rückwärts in die Streckenmauer der Steilkurve prallte. Schumacher konnte nicht selbst aus dem zerstörten Auto aussteigen und wurde direkt ins Krankenhaus eingeliefert. Er brach sich einen Halswirbel an und kehrte erst für die drei letzten Rennen zurück. Er wurde für die nächsten 6 Rennen von Marc Gené und Antonio Pizzonia ersetzt.

## Saison 2004
Sportlich war es eine enttäuschende Saison. War man in den ersten Rennen noch in Schlagdistanz zu Ferrari (Montoya holte Platz 2 in Malaysia und Platz 3 in Imola), fiel man im Laufe des Jahres hinter BAR-Honda und Renault zurück. Tiefpunkt waren mit Sicherheit die beiden Rennen in Nordamerika: Beim Großen Preis von Kanada wurden beide Wagen wegen zu großer Bremsbelüftungen disqualifiziert und beim Großen Preis der USA verunglückte Ralf Schumacher schwer. Er kehrte erst für die drei letzten Rennen zurück, wo er noch einen zweiten Platz (Großer Preis von Japan) hinter seinem Bruder Michael und vor Jenson Button behaupten konnte, was seine einzige Podiumsplatzierung war. Den einzigen Sieg errang Juan-Pablo Montoya beim letzten Rennen in Brasilien. Montoya beendete die Saison mit 58 Punkten auf Platz 5, während Schumacher in den 12 Rennen 24 Punkte holte und 9. in der Gesamtwertung wurde. Pizzonia holte 6 Punkte. Williams-BMW beendete das Jahr mit 88 Punkten auf dem enttäuschenden 4. Platz.

## Lackierung und Sponsoring
Der FW26 ist überwiegend in Weiß und Blau lackiert. Es werben Allianz, BR, Budweiser, Castrol, FedEx, HP und Reuters auf dem Fahrzeug.

## Ergebnisse
| Fahrer                          | Nr.                             | 1 | 2   | 3  | 4 | 5   | 6   | 7   | 8   | 9   | 10  | 11  | 12  | 13  | 14  | 15  | 16  | 17 | 18 | Punkte | Rang |
| ------------------------------- | ------------------------------- | - | --- | -- | - | --- | --- | --- | --- | --- | --- | --- | --- | --- | --- | --- | --- | -- | -- | ------ | ---- |
| Formel-1-Weltmeisterschaft 2004 | Formel-1-Weltmeisterschaft 2004 |   |     |    |   |     |     |     |     |     |     |     |     |     |     |     |     |    |    | 88     | 4.   |
| J. Montoya                      | 3                               | 5 | 2   | 13 | 3 | DNF | 4   | 8   | DSQ | DSQ | 8   | 5   | 5   | 4   | DNF | 5   | 5   | 7  | 1  | 88     | 4.   |
| R. Schumacher                   | 4                               | 4 | DNF | 7  | 7 | 6   | 10* | DNF | DSQ | DNF | INJ | INJ | INJ | INJ | INJ | INJ | DNF | 2  | 5  | 88     | 4.   |
| Marc Gené                       | 4                               |   |     |    |   |     |     |     |     |     | 10  | 12  |     |     |     |     |     |    |    | 88     | 4.   |
| Antonio Pizzonia                | 4                               |   |     |    |   |     |     |     |     |     |     |     | 7   | 7   | DNF | 7   |     |    |    | 88     | 4.   |

| Legende  | Legende            | Legende                                                          |
| Farbe    | Abkürzung          | Bedeutung                                                        |
| -------- | ------------------ | ---------------------------------------------------------------- |
| Gold     | –                  | Sieg                                                             |
| Silber   | –                  | 2. Platz                                                         |
| Bronze   | –                  | 3. Platz                                                         |
| Grün     | –                  | Platzierung in den Punkten                                       |
| Blau     | –                  | Klassifiziert außerhalb der Punkteränge                          |
| Violett  | DNF                | Rennen nicht beendet (did not finish)                            |
| Violett  | NC                 | nicht klassifiziert (not classified)                             |
| Rot      | DNQ                | nicht qualifiziert (did not qualify)                             |
| Rot      | DNPQ               | in Vorqualifikation gescheitert (did not pre-qualify)            |
| Schwarz  | DSQ                | disqualifiziert (disqualified)                                   |
| Weiß     | DNS                | nicht am Start (did not start)                                   |
| Weiß     | WD                 | zurückgezogen (withdrawn)                                        |
| Hellblau | PO                 | nur am Training teilgenommen (practiced only)                    |
| Hellblau | TD                 | Freitags-Testfahrer (test driver)                                |
| ohne     | DNP                | nicht am Training teilgenommen (did not practice)                |
| ohne     | INJ                | verletzt oder krank (injured)                                    |
| ohne     | EX                 | ausgeschlossen (excluded)                                        |
| ohne     | DNA                | nicht erschienen (did not arrive)                                |
| ohne     | C                  | Rennen abgesagt (cancelled)                                      |
| ohne     | keine WM-Teilnahme |                                                                  |
| sonstige | P/fett             | Pole-Position                                                    |
| sonstige | 1/2/3/4/5/6/7/8    | Punktplatzierung im Sprint-/Qualifikationsrennen                 |
| sonstige | SR/kursiv          | Schnellste Rennrunde                                             |
| sonstige | *                  | nicht im Ziel, aufgrund der zurückgelegten Distanz aber gewertet |
| sonstige | ()                 | Streichresultate                                                 |
| sonstige | unterstrichen      | Führender in der Gesamtwertung                                   |